# Cissus pobeguini
Cissus pobeguini là một loài thực vật hai lá mầm trong họ Nho. Loài này được A.Chev. miêu tả khoa học đầu tiên năm 1950.